# Coleção Primeiros Passos

Capa do volume de número 166 da série, O que é Tradução, de Geir Campos.

A Coleção Primeiros Passos, subintitulada Uma enciclopédia crítica, é uma célebre série de livros de caráter propedêutico, de vocabulário mais acessível e formato de bolso lançada e editada pela Editora Brasiliense a partir do fim da década de 1970, notória pelo padrão dos títulos (O que é...). Os volumes explicam conteúdos das mais variadas áreas do conhecimento e do comportamento humano, como da tradução à homossexualidade, abarcando títulos, por exemplo, da História⁣ a ⁣Linguística.
Dos 312 títulos, apenas durante o ano de 1999, foram vendidos meio milhão de exemplares. Muitas das capas dos volumes da coleção foram feitas pelo ilustrador Guto Lacaz. O mais vendido é O que é Ideologia, de Marilena Chaui.
O sucesso desta coleção fez com que a editora criasse outra, Tudo é História, voltada para o estudo de temas marcantes para o Brasil e para o mundo.
Por licença editorial da Editora Brasiliense, a Editora Círculo do Livro publicou coleção em capa-dura compilando alguns dos livros da Coleção Primeiros Passos.

## Lista de volumes
Na tabela abaixo, você poderá encontrar alguns dos volumes lançados por editoração da Editora Brasiliense, assim como informações sobre seus autores, anos de lançamento das primeiras edições e número de ISBN. 
| Vol. | Título                                           | Autor                                                                      | Lançamento | ISBN                                                                  |
| ---- | ------------------------------------------------ | -------------------------------------------------------------------------- | ---------- | --------------------------------------------------------------------- |
| 1    | O que é Socialismo                               | Arnaldo Spindel                                                            | 1980       | ISBN 85-11-01001-7                                                    |
| 2    | O que é Comunismo                                | Arnaldo Spindel                                                            | 1980       | ISBN 85-11-01002-X Erro de parâmetro em {{ISBN}}: soma de verificação |
| 3    | O que é Sindicalismo                             | Ricardo Antunes                                                            |            | ISBN 85-11-01003-3                                                    |
| 4    | O que é Capitalismo                              | Afrânio Mendes Catani                                                      | 1980       | ISBN 85-11-01004-1                                                    |
| 5    | O que é Anarquismo                               | Caio Túlio Costa                                                           | 1980       | ISBN 85-11-01005-X                                                    |
| 6    | O que é a Liberdade - Capitalismo x Socialismo   | Caio Prado Júnior                                                          | 1980       | ISBN 85-11-01006-8                                                    |
| 7    | O que é Racismo                                  | Joel Rufino dos Santos                                                     | 1980       | ISBN 85-11-01007-6                                                    |
| 8    | O que é Indústria Cultural                       | José Teixeira Coelho Neto                                                  |            | ISBN 8511010084                                                       |
| 9    | O que é Cinema                                   | Jean-Claude Bernardet                                                      | 1980       | ISBN 85-11-01009-2                                                    |
| 10   | O que é Teatro                                   | Fernando Peixoto                                                           |            | ISBN 85-11-01010-6                                                    |
| 11   | O que é Energia Nuclear                          | José Goldemberg                                                            |            | ISBN 85-11-01011-4                                                    |
| 12   | O que é Utopia                                   | Teixeira Coelho                                                            | 1980       | ISBN 85-11-01012-2                                                    |
| 13   | O que é Ideologia                                | Marilena Chaui                                                             | 1980       | ISBN 85-11-01014-9                                                    |
| 14   | O que é Desenvolvimento                          | Horacio Gonzáles                                                           |            | ISBN 85-11-01013-0                                                    |
| 15   | O que é Jornalismo                               | Clóvis Rossi                                                               |            |                                                                       |
| 16   | O que é Arquitetura                              | Carlos A. C. Lemos                                                         | 1980       | ISBN 9788511010169                                                    |
| 17   | O que é História                                 | Vavy Pacheco Borges                                                        | 1980       | ISBN 85-11-01017-3                                                    |
| 18   | O que é Questão Agrária                          | José Graziano da Silva                                                     |            | ISBN 85-11-01018-1                                                    |
| 19   | O que é Comunidade Eclesial de Base              | Frei Betto                                                                 |            |                                                                       |
| 20   | O que é Educação                                 | Carlos Rodrigues Brandão                                                   | 1981       | ISBN 85-11-01020-3                                                    |
| 21   | O que é Burocracia                               | Fernando C. Prestes Motta                                                  |            | ISBN 85-11-01021-1                                                    |
| 22   | O que são Ditaduras                              | Arnaldo Spindel                                                            |            |                                                                       |
| 23   | O que é Dialética                                | Leandro Konder                                                             |            | ISBN 85-11-01023-8                                                    |
| 24   | O que é Poder                                    | Gérard Lebrun                                                              | 1981       | ISBN 85-11-01024-6                                                    |
| 25   | O que é Revolução                                | Florestan Fernandes                                                        |            | ISBN 85-11-01025-4                                                    |
| 26   | O que são Multinacionais                         | Bernardo Kucinski                                                          | 1996       | ISBN 85-11-01026-2                                                    |
| 27   | O que é Marketing                                | Raimar Richers                                                             |            |                                                                       |
| 28   | O que são Empregos e Salários                    | Paulo Renato de Souza                                                      |            |                                                                       |
| 29   | O que são Intelectuais                           | Horácio Gonzalez                                                           |            |                                                                       |
| 30   | O que é Recessão                                 | Paulo Sandroni                                                             | 1981       |                                                                       |
| 31   | O que é Religião                                 | Rubem Alves                                                                |            |                                                                       |
| 32   | O que é Igreja                                   | Paulo Evaristo, Cardeal Arns                                               | 1981       |                                                                       |
| 33   | O que é Reforma Agrária                          | José Eli Veiga                                                             | 1981       |                                                                       |
| 34   | O que é Stalinismo                               | José Paulo Netto                                                           |            |                                                                       |
| 35   | O que é Imperialismo                             | Afrânio Mendes Catani                                                      | 1981       | ISBN 85-11-01035-1                                                    |
| 36   | O que é Cultura Popular                          | Antonio Augusto Arantes                                                    | 1981       | ISBN 85-11-01035-1                                                    |
| 37   | O que é Filosofia                                | Caio Prado Júnior                                                          |            |                                                                       |
| 38   | O que é Método Paulo Freire                      | Carlos R. Brandão                                                          | 1981       |                                                                       |
| 39   | O que é Psicologia Social                        | Silvia T. Maurer Lane                                                      |            |                                                                       |
| 40   | O que é Trotskismo                               | José Roberto Campos                                                        |            |                                                                       |
| 41   | O que é Islamismo                                | Jamil Almansur Haddad                                                      |            |                                                                       |
| 42   | O que é Violência Urbana                         | Regis de Morais                                                            | 1981       |                                                                       |
| 43   | O que é Poesia Marginal                          | Glauco Mattoso                                                             |            |                                                                       |
| 44   | O que é Feminismo                                | Branca Moreira Alves; Jacqueline Pitanguy                                  |            |                                                                       |
| 45   | O que é Astronomia                               | Rodolpho Caniato                                                           | 1981       | ISBN 9788511010459                                                    |
| 46   | O que é Arte                                     | Jorge Coli                                                                 | 1980       | ISBN 9788511010169                                                    |
| 47   | O que são Comissões de Fábrica                   | R. Antunes                                                                 |            |                                                                       |
| 48   | O que é Geografia                                | Ruy Moreira                                                                | 1980       |                                                                       |
| 49   | O que são Direitos da Pessoa                     | Dalmo Dallari                                                              | 1981       |                                                                       |
| 50   | O que é Família                                  | Danda Prado                                                                |            |                                                                       |
| 51   | O que é Patrimônio Histórico                     | Carlos Alberto Cerqueira Lemos                                             |            | ISBN 85-11-01051-3                                                    |
| 52   | O que é Psiquiatria Alternativa                  | Alan Indio Serrano                                                         | 1982       |                                                                       |
| 53   | O que é Literatura                               | Marisa Lajolo                                                              | 1982       |                                                                       |
| 54   | O que é Política                                 | Wolfgang Leo Maar                                                          | 1982       |                                                                       |
| 55   | O que é Espiritismo                              | Roque Jacintho                                                             |            |                                                                       |
| 56   | O que é Poder Legislativo                        | Nelson Saldanha                                                            |            |                                                                       |
| 57   | O que é Sociologia                               | Carlos Benedito Martins                                                    | 1982       | ISBN 85-11-01057-2                                                    |
| 58   | O que é Direito Internacional                    | José Monserrat Filho                                                       |            |                                                                       |
| 59   | O que é Teoria                                   | Otaviano Pereira                                                           |            | ISBN 85-11-01059-9                                                    |
| 60   | O que é Folclore                                 | Carlos Rodrigues Brandão                                                   |            |                                                                       |
| 61   | O Que é Existencialismo                          | João da Penha                                                              |            |                                                                       |
| 62   | O que é Direito                                  | Roberto Lyra Filho                                                         |            | ISBN 85-11-01062-9                                                    |
| 63   | O que é Poesia                                   | Fernando Paixão                                                            | 1982       |                                                                       |
| 64   | O que é Capital                                  | Ladislau Dowbor                                                            | 1982       | ISBN 85-11-01064-5                                                    |
| 65   | O que é Mais-valia                               | Paulo Sandroni                                                             |            |                                                                       |
| 66   | O que são Recursos Humanos                       | Flávio de Toledo                                                           |            | ISBN 85-11-01066-1                                                    |
| 67   | O que é Comunicação                              | Juan E. Díaz Bordenave                                                     | 1982       | ISBN 9788511010671                                                    |
| 68   | O que é Rock                                     | Paulo Chacon                                                               |            |                                                                       |
| 69   | O que é Pastoral                                 | João Batista Libanio                                                       |            |                                                                       |
| 70   | O que é Contabilidade                            | Roque Jacintho                                                             | 1982       |                                                                       |
| 71   | O que é Capital Internacional                    | Rabah Benakouche                                                           | 1982       | ISBN 85-11-01071-8                                                    |
| 72   | O que é Positivismo                              | João Ribeiro Junior                                                        | 1982       |                                                                       |
| 73   | O que é Loucura                                  | João Frayze-Pereira                                                        | 1982       | ISBN 85-11-01073-4                                                    |
| 74   | O que é Leitura                                  | Maria Helena Martins                                                       | 1982       | ISBN 85-11-01071-8                                                    |
| 75   | O que é Questão Palestina                        | Helena Salem                                                               | 1982       | ISBN 85-11-01075-0                                                    |
| 76   | O que é Punk                                     | Antonio Bivar                                                              |            |                                                                       |
| 77   | O que é Propaganda Ideológica                    | Nelson Jahr Garcia                                                         | 1982       |                                                                       |
| 78   | O Que é Magia                                    | João Ribeiro Jr.                                                           |            |                                                                       |
| 79   | O que é Educação Física                          | Vitor Marinho de Oliveira                                                  |            | ISBN 85-11-01079-3                                                    |
| 80   | O que é Música                                   | J. Jota de Moraes                                                          |            | ISBN 85-11-01080-7                                                    |
| 81   | O que é Homossexualidade                         | Peter Fry e Edward MacRae                                                  | 1983       |                                                                       |
| 82   | O que é Fotografia                               | Cláudio Kubrusky                                                           |            |                                                                       |
| 83   | O que é Política nuclear                         | Ricardo Arnt                                                               |            |                                                                       |
| 84   | O que é Medicina alternativa                     | Alan Índio Serrano                                                         |            |                                                                       |
| 85   | O que é Violência                                | Nilo Odalia                                                                |            |                                                                       |
| 86   | O que é Psicanálise                              | Fábio Herrmann                                                             |            |                                                                       |
| 87   | O que é Parlamentarismo                          | Ruben Cesar Keinert                                                        | 1993       | ISBN 9788511010879                                                    |
| 88   | O que é Amor                                     | Betty Milan                                                                |            |                                                                       |
| 89   | O que são Pessoas Deficientes                    | João B. Cintra Ribas                                                       |            | ISBN 85-11-01089-0                                                    |
| 90   | O que é Desobediência Civil                      | Evaldo Vieira                                                              | 1983       |                                                                       |
| 91   | O que é Universidade                             | Luiz Eduardo Waldemarin Wanderley                                          | 1983       |                                                                       |
| 92   | O que é Questão de Moradia                       | Luiz C. de Queiroz Ribeiro; Robert M. Pechman                              |            |                                                                       |
| 93   | O que é Jazz                                     | Roberto Muggiati                                                           |            |                                                                       |
| 94   | O que é Biblioteca                               | Luiz Milanesi                                                              |            | ISBN 85-11-01089-0                                                    |
| 95   | O que é Participação                             | Juan E. Díaz Bordenave                                                     | 1983       | ISBN 85-11-01095-5                                                    |
| 96   | O que é Capoeira                                 | Almir das Areias                                                           | 1983       |                                                                       |
| 97   | O que é Umbanda                                  | Patricia Birman                                                            |            |                                                                       |
| 98   | O que é Literatura Popular                       | Joseph M. Luyten                                                           | 1983       |                                                                       |
| 99   | O que é Papel                                    | Otavio Roth                                                                |            |                                                                       |
| 100  | O que é Contracultura                            | Carlos Alberto M. Pereira                                                  | 1983       | ISBN 9788511011005                                                    |
| 101  | O que é Comunicação Rural                        | Juan E. Diaz Bordenave                                                     |            |                                                                       |
| 102  | O que é Fome                                     | Ricardo Abramovay                                                          |            |                                                                       |
| 103  | O que é Semiótica                                | Lúcia Santaella                                                            |            |                                                                       |
| 104  | O que é Participação Política                    | Dalmo Dallari                                                              |            | ISBN 85-11-01104-8                                                    |
| 105  | O que é Justiça                                  | Júlio César Tadeu Barbosa                                                  | 1983       |                                                                       |
| 106  | O que é Astrologia                               | Juan Alfredo Cesar Müller; Léa Maria Pileggi Müller                        |            | ISBN 9788511011067                                                    |
| 107  | O que é Política Cultural                        | Joseph M. Luyten                                                           | 1983       | ISBN 85-11-01107-2                                                    |
| 108  | O que são Comunidades Alternativas               |                                                                            |            |                                                                       |
| 109  | O que é Romance Policial                         | Sandra Lúcia Reimão                                                        |            |                                                                       |
| 110  | O que é Cultura                                  | José Luiz dos Santos                                                       | 1983       | ISBN 85-11-01110-2                                                    |
| 111  | O que é Serviço Social                           | Ana Maria Ramos Estevão                                                    | 1984       |                                                                       |
| 112  | O que é Taylorismo                               | Luzia Margareth Rago                                                       |            |                                                                       |
| 113  | O que é Budismo                                  | Antonio Carlos Rocha                                                       | 1988       | ISBN 85-11-01113-7                                                    |
| 114  | O que é Teatro Nô                                | Darci Yasuco Kusano                                                        |            |                                                                       |
| 115  | O que é Realidade                                | João Francisco Duarte Jr.                                                  |            |                                                                       |
| 116  | O que é Ecologia                                 | Antônio Lago; José Augusto Pádua                                           |            |                                                                       |
| 117  | O que é Neologismo                               | Nelly Carvalho                                                             | 1984       |                                                                       |
| 118  | O que é Medicina Preventiva                      |                                                                            |            |                                                                       |
| 119  | O que é Nordeste Brasileiro                      | Carlos Garcia                                                              | 1984       |                                                                       |
| 120  | O que é Nacionalidade                            | Guillermo Raul Ruben                                                       | 1984       |                                                                       |
| 121  | O que é Tortura                                  | Glauco Mattoso                                                             |            |                                                                       |
| 122  | O Que é Parapsicologia                           | Osmard Andrade Faria                                                       | 1984       |                                                                       |
| 123  | O que é Mercadoria                               | Liliana Petrilli Segnini                                                   | 1984       |                                                                       |
| 124  | O que é Etnocentrismo                            | Everardo P. Guimarães Rocha                                                | 1984       | ISBN 85-11-01124-2                                                    |
| 125  | O que é Medicina Popular                         | Elada Rizzo de Oliveira                                                    |            |                                                                       |
| 126  | O que é Aborto                                   | Danda Prado                                                                |            | ISBN 85-11-01126-9                                                    |
| 127  | O que é Suicídio                                 | Roosevelt M. S. Cassorla                                                   |            |                                                                       |
| 128  | O que é Pornografia                              | Eliane Robert Moraes, Sandra Maria Lapeiz                                  |            |                                                                       |
| 129  | O que é Cibernética                              | Jocelyn Bennaton                                                           |            |                                                                       |
| 130  | O que é Geração Beat                             | André Bueno; Fred Góes                                                     | 1984       |                                                                       |
| 131  | O que é Física                                   | Ernst W. Hamburger                                                         | 1984       |                                                                       |
| 132  | O que é Filatelia                                | Raymundo Galvão de Queiroz                                                 | 1984       |                                                                       |
| 133  | O que é Psicanálise (2ª visão)                   | Oscar Cesarotto e Márcio Peter de Souza Leite                              | 1984       |                                                                       |
| 134  | O que é Homeopatia                               | Flávio Dantas                                                              | 1984       |                                                                       |
| 135  | O que é Conto                                    | Luiza de Maria                                                             | 1984       | ISBN 9788511011357                                                    |
| 136  | O que é Erotismo                                 | Lucia Castello Branco                                                      | 1984       |                                                                       |
| 137  | O que é Vídeo                                    | Cândido José Mendes de Almeida                                             |            |                                                                       |
| 138  | O que é Brinquedo                                | Paulo de Salles Oliveira                                                   |            | ISBN 85-11-01138-2                                                    |
| 139  | O que é Herói                                    | Martin Cézar Feijó                                                         |            |                                                                       |
| 140  | O que é Autonomia Operária                       | Lúcia Bruno                                                                |            |                                                                       |
| 141  | O que é Alienação                                | Wanderley Codo                                                             |            | ISBN 85-11-01141-2                                                    |
| 142  | O que é Benzenção                                | Elda Rizzo de Oliveira                                                     |            |                                                                       |
| 143  | O que é Constituinte                             | Marília Garcia                                                             |            |                                                                       |
| 144  | O que é História em Quadrinhos                   | Sonia M. Bibe-Luyten                                                       | 1985       | ISBN 85-11-01144-7                                                    |
| 145  | O que é Acupuntura                               | Marcus Vinícius Ferreira                                                   |            |                                                                       |
| 146  | O que é Espiritismo - 2ª visão                   | Maria Laura Viveiros de Castro                                             |            |                                                                       |
| 147  | O que é Numismática                              | Alain Jean Costilhes                                                       | 1985       |                                                                       |
| 148  | O que é Marxismo                                 | José Paulo Netto                                                           | 1985       | ISBN 85-11-01148-K Erro de parâmetro em {{ISBN}}: caractere inválido  |
| 149  | O que é Toxicomania                              | Jandira Masur                                                              |            |                                                                       |
| 150  | O que é Morte                                    | José Luiz de Souza Maranhão                                                |            |                                                                       |
| 151  | O que é Mito                                     | Everardo P. Guimarães Rocha                                                | 1985       | ISBN 85-11-01151-X                                                    |
| 152  | O que é Menor                                    | Edson Passetti                                                             | 1985       |                                                                       |
| 153  | O que é habeas-corpus                            | Adauto Suannes                                                             | 1985       |                                                                       |
| 154  | O que é Zoologia                                 | Francis Dov Por e Maria S. de A. P. Por                                    |            | ISBN 85-11-01154-4                                                    |
| 155  | O que é Corpo(latria)                            | Wanderley Codo e Wilson A. Senne                                           |            |                                                                       |
| 156  | O que é Ficção                                   | Ivete Lara Camargos Waly                                                   | 1985       |                                                                       |
| 157  | O que é Cometa                                   | Halley Carlos A. H. Febara                                                 |            |                                                                       |
| 158  | O que é Informática                              | João Clodomiro do Carmo                                                    | 1985       |                                                                       |
| 159  | O que é Adolescência                             | Daniel Becker                                                              |            | ISBN 85-11-01159-5                                                    |
| 160  | O que é Teologia da Libertação                   | Francisco Catão                                                            |            |                                                                       |
| 161  | O que é Psicologia Comunitária                   | Eduardo Mourão Vasconcelos                                                 |            |                                                                       |
| 162  | O que é Trânsito                                 | Eduardo A. Vasconcelos                                                     | 1985       |                                                                       |
| 163  | O que é Literatura Infantil                      | Ligia Cademartori                                                          |            |                                                                       |
| 164  | O que é Português Brasileiro                     | Hildo H. do Couto                                                          | 1986       |                                                                       |
| 165  | O que é Pós-Moderno                              | Jair Ferreira Dos Santos                                                   | 1986       |                                                                       |
| 166  | O que é Tradução                                 | Geir Campos                                                                | 1986       |                                                                       |
| 167  | O que é Beleza                                   | João-Francisco Duarte Jr.                                                  | 1986       | ISBN 85-11-01167-6                                                    |
| 168  | O que é Política Social                          | Vicente de Paula Faleiros                                                  |            |                                                                       |
| 169  | O que é Ficção Científica                        | Bráulio Tavares                                                            | 1986       |                                                                       |
| 170  | O que é Corpo                                    | José A. Gaiarsa                                                            |            |                                                                       |
| 171  | O que é Trabalho                                 | Suzana Albornoz                                                            |            | ISBN 85-11-01171-x Erro de parâmetro em {{ISBN}}: caractere inválido  |
| 172  | O que é Lazer                                    | Luiz O. Lima Camargo                                                       |            |                                                                       |
| 173  | O que é Contracepção                             | Kurt Kloetzel                                                              | 1986       |                                                                       |
| 174  | O que é Documentação                             | Johanna Smit                                                               |            |                                                                       |
| 175  | O que é Hipnotismo                               | Osmard Andrade Faria                                                       | 1986       |                                                                       |
| 176  | O que é Editora                                  | Wolfgang Janapp                                                            |            |                                                                       |
| 177  | O que é Ética                                    | Álvaro L. M. Valls                                                         |            |                                                                       |
| 178  | O que é Deputado                                 | Francisco Weffort                                                          | 1986       |                                                                       |
| 179  | O Que é Vampiro                                  | José Luiz Aidar; Márcia Maciel                                             | 1986       |                                                                       |
| 180  | O que é Nazismo                                  | João Ribeiro Jr.                                                           |            |                                                                       |
| 181  | O que é Empresa                                  | Raimar Richers                                                             | 1986       |                                                                       |
| 182  | O que é Museu                                    | Marlene Suano                                                              |            | ISBN 85-11-01182-X                                                    |
| 183  | O que é Geopolítica                              | Demétrio Magnoli                                                           |            |                                                                       |
| 184  | O que é Linguística                              | Eni Orlandi                                                                | 1986       | ISBN 8511011846                                                       |
| 185  | O que é Esperanto                                | Izabel C. O. Santiago                                                      | 1986       |                                                                       |
| 186  | O que é Música Sertaneja                         | Waldenyr Caldas                                                            | 1987       |                                                                       |
| 187  | O que é Direito Autoral                          | Eduardo J. Vieira Manso                                                    | 1987       |                                                                       |
| 188  | O que é Pentecostalismo                          | Francisco Cartaxo Rolim                                                    |            |                                                                       |
| 189  | O que é Cooperativismo                           | Gilvando Sá Leitão Rios                                                    | 1987       |                                                                       |
| 190  | O que é Ator                                     | Ênio Carvalho                                                              | 1987       |                                                                       |
| 191  |                                                  |                                                                            |            |                                                                       |
| 192  | O que é Darwinismo                               | Nélio Marco Vincenzo Bizzo                                                 | 1987       |                                                                       |
| 193  | O que é Pedagogia                                | Paulo Ghiraldelli Jr.                                                      | 1987       |                                                                       |
| 194  | O Que é Estrutura Sindical                       | Vito Giannotti                                                             |            |                                                                       |
| 195  | O que é Estatística                              | Sônia Vieira; Ronaldo Wada                                                 |            |                                                                       |
| 196  | O que é Aventura                                 | Athos Eichler Cardoso                                                      | 1987       |                                                                       |
| 197  | O que é AIDS                                     | Néstor Perlongher                                                          | 1987       | ISBN 85-11-01197-8                                                    |
| 198  | O que é Inflação                                 | Carlos Reinaldo Mendes Ribeiro                                             |            |                                                                       |
| 199  | O que é Remédio                                  | Amilcar G. Gigante                                                         | 1987       | ISBN 85-11-01199-4                                                    |
| 200  | O que é Candomblé                                | João Clodomiro do Carmo                                                    | 1987       | ISBN 85-11-01200-1                                                    |
| 201  |                                                  |                                                                            |            |                                                                       |
| 202  | O que é Greve                                    | Marcia de Paula Leite                                                      | 1987       | ISBN 85-11-01202-8                                                    |
| 203  | O que é Cidade                                   | Raquel Rolnik                                                              | 1988       | ISBN 8511012036                                                       |
| 204  | O que é Criança                                  | Reinaldo Luiz Damazio                                                      |            |                                                                       |
| 205  | O que é Alcoolismo                               | Jandira Masur                                                              | 1988       | ISBN 85-11-01205-2                                                    |
| 206  | O que é Materialismo Dialético                   | Edgar Malagodi                                                             |            |                                                                       |
| 207  | O que é Crime                                    | João Ricardo W. Dornelles                                                  |            |                                                                       |
| 208  | O que é Jornalismo Sindical                      | Vito Giannotti                                                             | 1988       |                                                                       |
| 209  | O que é Negritude                                | Zilá Bernd                                                                 |            |                                                                       |
| 210  | O que é Informática (2ª visão)                   | Angelo dos Santos Soares                                                   |            |                                                                       |
| 211  | O que é Design                                   | Wilton Azevedo                                                             |            |                                                                       |
| 212  | O que é Escolha Profissional                     | Dulce Helena Penna Soares                                                  |            |                                                                       |
| 213  | O que é Bolsa de Valores                         | Gilberto J. Zancopé                                                        |            |                                                                       |
| 214  | O que é Funcionário Público                      | Adilson Dallari                                                            |            |                                                                       |
| 215  | O que é Lógica                                   | Carlos Lungarzo                                                            | 1989       |                                                                       |
| 216  | O que é Ação Cultural                            | José Teixeira Coelho Netto                                                 | 1989       | ISBN 85-11-01216-8                                                    |
| 217  | O que é Radioatividade                           | Sergio L Faria                                                             |            |                                                                       |
| 218  | O que é Pênis                                    | José Angelo Gaiarsa                                                        |            | ISBN 85-11-01218-x Erro de parâmetro em {{ISBN}}: caractere inválido  |
| 219  | O que é Democracia                               | Denis Rosenfield                                                           |            |                                                                       |
| 220  | O que é Ciências                                 | Carlos Lungarzo                                                            | 1989       | ISBN 85-11-01220-6                                                    |
| 221  | O que é Diplomacia                               | Sérgio Bath                                                                | 1989       | ISBN 8511012214                                                       |
| 222  | O que é Psicologia                               | Maria Luíza Silveira Teles                                                 |            |                                                                       |
| 223  | O que é Tabu                                     | Monique Augras                                                             |            |                                                                       |
| 224  | O que é Psicoterapia                             | Ieda Porchat                                                               |            |                                                                       |
| 225  | O que são Eleições                               | Carlos Lungarzo                                                            |            |                                                                       |
| 226  | O que é Química                                  | Álvaro Chrispino                                                           |            |                                                                       |
| 227  | O que é Economia                                 | Paul Singer                                                                |            |                                                                       |
| 228  | O que é Psicodrama                               | Wilson Castello de Almeida                                                 |            |                                                                       |
| 229  | O que são Direitos Humanos                       | João Ricardo W. Dornelles                                                  |            |                                                                       |
| 230  | O que é Inteligência Artificial                  | João de Fernandes Teixeira                                                 |            |                                                                       |
| 231  | O que é Matemática                               | Carlos Lungarzo                                                            |            |                                                                       |
| 232  | O que é Retórica                                 | Tereza Lúcia Halliday                                                      |            |                                                                       |
| 233  | O que é Pantanal                                 | Albana Xavier Nogueira                                                     | 1990       |                                                                       |
| 234  | O que é Superstição                              | Kurt Kloetzel                                                              | 1990       | ISBN 85-11-01238-9                                                    |
| 235  | O que é Sociologia do Esporte                    | Ronaldo Helal                                                              |            |                                                                       |
| 236  | O Que é Guerra                                   | Roberto Numeriano                                                          | 1990       |                                                                       |
| 237  | O Que é Futebol                                  | José Sebastião Witter                                                      |            |                                                                       |
| 238  | O que é Música Brasileira                        | Geraldo Oliveira Suzigan                                                   | 1982       | ISBN 85-11-01071-8                                                    |
| 239  | O que é Língua                                   | Antonio Houaiss                                                            | 1990       | ISBN 85-11-01239-7                                                    |
| 240  | O que é Psicoterapia de Família                  | Maria Luiza Dias                                                           |            | ISBN 85-11-01240-0                                                    |
| 241  | O que é Neurose                                  | Maria Luíza Silveira Teles                                                 | 1991       |                                                                       |
| 242  | O que é Segurança do Trabalho                    | Ely Moraes Bisso                                                           |            |                                                                       |
| 243  | O que é Natureza                                 | Marcos de Carvalho                                                         |            |                                                                       |
| 244  | O que é Moral                                    | Otaviano Pereira                                                           | 1991       | ISBN 9788511012446                                                    |
| 245  | O que é FMI                                      | Alcides Pedro Sabbi                                                        |            |                                                                       |
| 246  | O que é Urbanismo                                | A. J. Gonçalves Jr.; Aurélio Sant’Anna; Frederico Carstens; Rossano Fleith |            | ISBN 85-11-01246-X                                                    |
| 247  | O que é Computador                               | Agenor de Souza Martins                                                    | 1991       | ISBN 9788511012477                                                    |
| 248  | O que é Alquimia                                 | Jorge Machado                                                              |            | ISBN 85-11-01248-6                                                    |
| 249  | O que é Imoralidade                              | Raul Francisco Magalhães                                                   | 1991       | ISBN 85-11-01249-4                                                    |
| 250  | O que é Cidadania                                | Maria de Lourdes Manzini Covre                                             | 1991       | ISBN 9788511000351                                                    |
| 251  | O que é Escrita Feminina                         | Lucia Castello Branco                                                      |            |                                                                       |
| 252  | O que é Prevenção de Drogas                      | Roberto Wusthof                                                            | 1991       |                                                                       |
| 253  |                                                  |                                                                            |            |                                                                       |
| 254  | O que é Zen                                      | Francisco Handa                                                            |            | ISBN 85-11-01254-0                                                    |
| 255  | O que é Gesto Musical                            | Bernadete Zagonel                                                          | 1992       |                                                                       |
| 256  |                                                  |                                                                            |            |                                                                       |
| 257  | O que é Baralho                                  | Armando Conceição da Serra Negra                                           |            |                                                                       |
| 258  | O que é Depressão                                | Maria Luíza Silveira Teles                                                 |            |                                                                       |
| 259  | O que é Questão da Dívida Externa                | Alcides Pedro Sabbi                                                        |            |                                                                       |
| 260  | O que é Administração                            | Paulo Roberto Raymundo                                                     |            | ISBN 85-11-01260-5                                                    |
| 261  | O que é Filosofia Medieval                       | Arthur Ribeiro do Nascimento                                               |            |                                                                       |
| 262  | O que é Ceticismo                                | Plínio Junqueira Smith                                                     |            |                                                                       |
| 263  | O que é Tarô                                     | Paulo Urban                                                                |            |                                                                       |
| 264  | O que é Grafologia                               | Paulo Sergio de Camargo                                                    |            |                                                                       |
| 265  | O que é Vereador                                 | Chico Whitaker                                                             |            | ISBN 85-11-01265-6                                                    |
| 266  | O que é Psicologia Pré-Natal                     | Joanna Wilhelm                                                             | 1992       |                                                                       |
| 267  | O que é Poluição Química                         | Joel Arnaldo Pontin; Sergio Massaro                                        |            |                                                                       |
| 268  | O que é Livro-Reportagem                         | Edvaldo Pereira Lima                                                       |            |                                                                       |
| 269  | O que é Tecnologia                               | José Adelino Medeiros; Lucilia Atas Medeiros                               |            |                                                                       |
| 270  |                                                  |                                                                            |            |                                                                       |
| 271  | O que é Xadrez                                   | Pedro Sérgio dos Santos                                                    |            | ISBN 85-11-01271-0                                                    |
| 272  | O que é Robótica                                 | Agenor Martins                                                             | 1993       |                                                                       |
| 273  | O que são Ciências Cognitivas                    | Adriana Soares                                                             | 1993       | ISBN 85-11-01273-7                                                    |
| 274  | O que é Sociobiologia                            | Glaucia Oliveira da Silva                                                  |            |                                                                       |
| 275  | O que é Stress                                   | Maria Luiza Silveira Teles                                                 |            |                                                                       |
| 276  | O que é Esporte                                  | Manoel Tubino                                                              |            |                                                                       |
| 277  | O que é Enfermagem                               | Maria José de Lima                                                         |            |                                                                       |
| 278  | O que é Apartação - O Apartheid social no Brasil | Cristovam Buarque                                                          | 1993       | ISBN 9788511012781                                                    |
| 279  | O que é Golpe de Estado                          | Mário Ferreira, Roberto Numeriano                                          |            | ISBN 8511012796                                                       |
| 280  | O que é Engenharia Florestal                     | Edson Struminski                                                           |            |                                                                       |
| 281  | O que é Meio Ambiente                            | Kurt Kloetzel                                                              |            |                                                                       |
| 282  | O que é Política Educacional                     | Clélia Martins                                                             |            | ISBN 85-11-01282-6                                                    |
| 283  | O que é Fanzine                                  | Henrique Magalhães                                                         |            | ISBN 85-11-91283-4 Erro de parâmetro em {{ISBN}}: soma de verificação |
| 284  | O que é Oceanografia                             | Jacques Gallo; L. V. Verrone                                               | 1993       | ISBN 9788511012842                                                    |
| 285  | O que é Poder Local                              | Ladislau Dowbor                                                            |            |                                                                       |
| 286  | O que é História da Ciência                      | Ana Maria Afonso-Goldfarb                                                  | 1994       | ISBN 85-11-01286-9                                                    |
| 287  | O que é Assessoria de Imprensa                   | Boanerges Lopes                                                            |            |                                                                       |
| 288  | O que é Teatro Infantil                          | Fernando Lomardo                                                           | 1994       | ISBN 85-11-01288-5                                                    |
| 289  | O que é Marketing Político                       | Rubens Figueiredo                                                          |            |                                                                       |
| 290  | O que é Defesa do Consumidor                     | Josué Rios                                                                 |            |                                                                       |
| 291  | O que é Angústia                                 | André Gaiarsa                                                              | 1994       | ISBN 9788511012910                                                    |
| 292  | O que é Educação Ambiental                       | Marcos Reigota                                                             |            |                                                                       |
| 293  |                                                  |                                                                            |            |                                                                       |
| 294  | O que é Filosofia da Mente                       | João de Fernandes Teixeira                                                 |            |                                                                       |
| 295  |                                                  |                                                                            |            |                                                                       |
| 296  | O que são Relações Internacionais                | Gilberto Marcos Antonio Rodrigues                                          |            | ISBN 85-11-01296-6                                                    |
| 297  | O que é Comunicação Empresarial                  | Paulo Nassar; Rubens Figueredo                                             | 1995       | ISBN 9788511012972                                                    |
| 298  | O que é Pena de Morte                            | Luís Francisco Carvalho Filho                                              | 1995       | ISBN 85-11-01298-2                                                    |
| 299  | O que é Lixo                                     | Luciana Leite de Miranda                                                   |            |                                                                       |
| 300  | O que é AIDS (2ª visão)                          | Arletty Pinel; Elisabete Inglesi                                           |            |                                                                       |
| 301  | O que são Assentamentos Rurais                   | Sônia M. Bergamasco; Luis A. Cabello Norder                                |            | ISBN 85-11-00007-2 Erro de parâmetro em {{ISBN}}: soma de verificação |
| 302  | O que é Telenovela                               | Rose Calza                                                                 |            |                                                                       |
| 303  | O que são Hieróglifos                            | Margaret Bakos                                                             | 1996       | ISBN 85-11-00018-6                                                    |
| 304  | O que é Programação                              | Agenor Martins                                                             | 1996       |                                                                       |
| 305  |                                                  |                                                                            |            |                                                                       |
| 306  |                                                  |                                                                            |            |                                                                       |
| 307  | O que é Orientação Sexual                        | Fernando Luiz Cardoso                                                      |            | ISBN 85-11-00012-7                                                    |
| 308  | O que é Legalização das Drogas                   | Rogério Rocco                                                              |            |                                                                       |
| 309  | O que é Imaginário                               | François Laplantine                                                        |            |                                                                       |
| 310  | O que é Velhice                                  | Sonia de Amorim Mascaro                                                    |            | ISBN 85-11-00037-2                                                    |
| 311  | O que é Judaísmo                                 | Hélio Daniel Cordeiro                                                      | 1998       | ISBN 85-11-00044-5                                                    |
| 312  | O que é Graffiti                                 | Celso Gitahy                                                               |            |                                                                       |
| 313  | O que é Lesbianismo                              | Tania Navarro-Swain                                                        |            |                                                                       |
| 314  | O que é Violência contra a Mulher                | Maria Amélia de Almeida Teles                                              |            |                                                                       |
| 315  | O que é Bioética                                 | Debora Diniz e Dirce Guilhem                                               | 2002       | ISBN 85-11-00074-7                                                    |
| 316  | O que é Dramaturgia                              | Renata Pallottini                                                          |            |                                                                       |
| 317  | O que é Teologia                                 | Ivone Gebara                                                               |            | ISBN 8511000909                                                       |
| 318  | O que é Educação Popular                         | Carlos Rodrigues Brandão                                                   |            |                                                                       |
| 319  | O que é Célula-tronco                            | Marília Bernardes Marques                                                  | 2006       | ISBN 9788511000931                                                    |
| 320  | O que é Olimpismo                                | Manoel Tubino                                                              |            |                                                                       |
| 321  | O que são Direitos Humanos das Mulheres          | Maria Amelia de Almeida Teles                                              | 2006       | ISBN 9788511001013                                                    |
| 322  | O que é Gastronomia                              | Renata Braune; Silvia Cintra Franco                                        | 2007       | ISBN 9788511001051                                                    |
| 323  | O que é Pragmatismo                              | Paulo Ghiraldelli Jr.                                                      | 2007       | ISBN 978-8511001068                                                   |
| 324  | O que é Deficiência                              | Debora Diniz                                                               |            |                                                                       |
| 325  | O que é Mediação de Conflitos                    | Lia Regina Castaldi Sampaio; Adolfo Braga Neto                             |            |                                                                       |
| 326  | O Que é Teologia Feminista                       | Ivone Gebara                                                               |            |                                                                       |
| 327  | O que é Cristianismo                             | Ivone Gebara                                                               |            |                                                                       |
| 328  | O que é Transexualidade                          | Berenice Bento                                                             |            | ISBN 9788511001242                                                    |
| 329  | O que é Enologia                                 | Silvia Cintra Franco e Renata Braune                                       |            |                                                                       |
| 330  | O que é Educacionismo                            | Cristovam Buarque                                                          |            | ISBN 9788511001488                                                    |
| 331  | O que é Patrimônio Cultural Imaterial            | Sandra C.A. Pelegrini                                                      |            |                                                                       |
| 332  | O que é Ética em Pesquisa                        | Dirce Guilhem; Debora Diniz                                                |            | ISBN 85-1101-259-1                                                    |
| 333  | O que é Apocalipse                               | Paulo Nogueira                                                             | 2008       | ISBN 9788511001419                                                    |
| 334  | O que é Psiquiatria Forense                      | Daniel Martins de Barros                                                   |            |                                                                       |
| 335  | O que é Agricultura Sustentável                  | Eduardo Ehlers                                                             | 2009       | ISBN 9788511001204                                                    |
| 336  | O que é Filosofia Contemporânea                  | Paulo Ghiraldelli Jr.                                                      | 2009       | ISBN 978-8511001211                                                   |
| 337  | O que é Capital Fictício                         | Paulo Nakatani e Rosa M. Marques                                           | 2009       | ISBN 9788511010718                                                    |
| 338  | O que é Evolução do Direito                      | Gustavo Contrucci                                                          | 2010       |                                                                       |
| 339  | O Que é Trabalho Infantil                        | Jane Araújo dos Santos Vilani                                              | 2010       |                                                                       |
| 340  | O que é Saudade                                  | Ivone Gebara                                                               |            |                                                                       |
| 341  | O que é Turismo                                  | Alexandre Panosso Netto                                                    |            |                                                                       |
| 342  | O que é Hipermídia                               | Sérgio Bairon                                                              |            |                                                                       |
| 343  | O que é Educação Inclusiva                       | Emílio Figueira                                                            | 2011       |                                                                       |

São os 30 livros que compõem a coleção editorada pela Editora Círculo do Livro, em capa dura:
| Volume | Título                                                           | Autres                                                                                    | ISBN |
| ------ | ---------------------------------------------------------------- | ----------------------------------------------------------------------------------------- | ---- |
| 1      | O Que é Capitalismo / Socialismo / Comunismo                     | Afrânio Mendes Catani; Arnaldo Spindel                                                    |      |
| 2      | O Que é Ecologia / Corpo / Lazer                                 | Antonio Lago; José Augusto Pádua; José Ângelo Gaiarsa; Luiz O. Lima Camargo               |      |
| 3      | O Que é Revolução / Utopia / Anarquismo                          | Florestan Fernandes; Teixeira Coelho; Caio Túlio Costa                                    |      |
| 4      | O Que é Medicina Preventiva / Medicina Alternativa / Homeopatia  | Kurt Kloetzel; Alan Índio Serrano; Flávio Dantas                                          |      |
| 5      | O Que é Religião / Igreja / Mito                                 | Rubem Alves; Paulo Evaristo Arns; Everaldo P.G Rocha                                      |      |
| 6      | O Que é Filosofia / Ideologia / Dialética                        | Caio Prado Jr; Marilena Chaui; Leandro Konder                                             |      |
| 7      | O Que é Arte / Literatura / Música                               | Jorge Coli; Marisa Lajolo; J. Jota de Moraes                                              |      |
| 8      | O Que é Política / Geopolítica / Poder                           | Wolfgand Leo Maar; Demétrio Magnoli; Gérard Lebrun                                        |      |
| 9      | O Que é Psicologia / Psicanálise / Psicoterapia                  | Maria Luiza Silveira Teles; Fábio Herrmann; Ieda Porchat                                  |      |
| 10     | O Que é Jornalismo / Editora / Cinema                            | Clóvis Rossi; Wolfgang Knapp; Jean-Claude Bernardet                                       |      |
| 11     | O Que é Amor / Erotismo / Pornografia                            | Betty Milan; Lúcia Castello Branco; Eliane R. Moraes e Sandra M. Lapeiz                   |      |
| 12     | O Que é História / Geografia / Sociologia                        | Vavy Pacheco Borges; Ruy Moreira; C.B. Martins                                            |      |
| 13     | O Que é Trabalho / Empresa / Marketing                           | Suzana Albornoz; Raimar Richers                                                           |      |
| 14     | O Que é Cultura / Contracultura / Política Cultural              | José Luiz dos Santos; Carlos Alberto M. Pereira; Martin Cézar Feijó                       |      |
| 15     | O Que é Astrologia / Magia / Hipnotismo                          | Juan Alfredo Cesar Müller; Léa Maria Pieggi Müller; João Ribeiro Jr; Osmard Andrade Faria |      |
| 16     | O Que é Liberdade / Justiça / Direito                            | Caio Prado Jr.; Júlio César Tadeu Barbosa; Roberto Lyra Filho                             |      |
| 17     | O Que é Astronomia / Física / Química                            | Rodolpho Caniato; Ernest W. Hamburger; Álvaro Chrispito                                   |      |
| 18     | O Que é Jazz / Rock / Música Sertaneja                           | Roberto Muggiati; Paulo Chacon; Waldenyr Caldas                                           |      |
| 19     | O Que é Educação / Pedagogia / Universidade                      | Carlos Rodrigues Brandão; Paulo Ghiraldeli Jr; Luiz Eduardo W. Wanderley                  |      |
| 20     | O Que é Ciência / Lógica / Matemática                            | Carlos Lungarzo                                                                           |      |
| 21     | O Que é Economia / Inflação / Recessão                           | Paul Singer; Carlos R. Mendes Ribeiro; Paulo Sandroni                                     |      |
| 22     | O Que é Informática / Inteligência Artificial / Cibernética      | João Clodomiro do Carmo; João de Fernandes Teixeira; Jocelyn Bennaton                     |      |
| 23     | O Que é Criança / Adolescente / Menor                            | Reynaldo Luiz Damazio; Daniel Becker; Edson Passetti                                      |      |
| 24     | O Que é Remédio / Medicina Popular / Acupuntura                  | Amilear G. Gigante; Elda Rizzo de Oliveira; Marcus Vinícius Ferreira                      |      |
| 25     | O Que é Democracia / Ditaduras / Eleições                        | Denis L. Rosenfield; Arnaldo Spindel; Carlos Lungarzo                                     |      |
| 26     | O Que é Cidade / Violência Urbana / Transporte Urbano            | Raquel Rolnik; Regis de Morais; Charles Leslie Wright                                     |      |
| 27     | O Que é Vídeo / Fotografia / História em Quadrinhos              | Candido José Mendes de Almeida; Cláudio Araújo Kubrusly; Sonia M. Bibe-Luyten             |      |
| 28     | O Que é Etnocentrismo / Racismo / Negritude                      | Everardo P. Guimarães Rocha; Joel Rufino dos Santos; Zilá Bernd                           |      |
| 29     | O Que é Ficção / Conto / Poesia                                  | Ivete Lara Camargos Walty; Luizia de Maria; Fernando Paixão                               |      |
| 30     | O Que é Sindicalismo / Estrutura Sindical / Comissões de Fábrica | Ricardo C. Antunes; Vito Giannotti; Ricardo C. Antunes e Arnaldo Nogueira                 |      |